# Клермон-Савес
Клермо́н-Саве́с (фр. Clermont-Savès) — коммуна во Франции, находится в регионе Юг — Пиренеи. Департамент — Жер. Входит в состав кантона Л’Иль-Журден. Округ коммуны — Ош.
Код INSEE коммуны — 32105.

## География

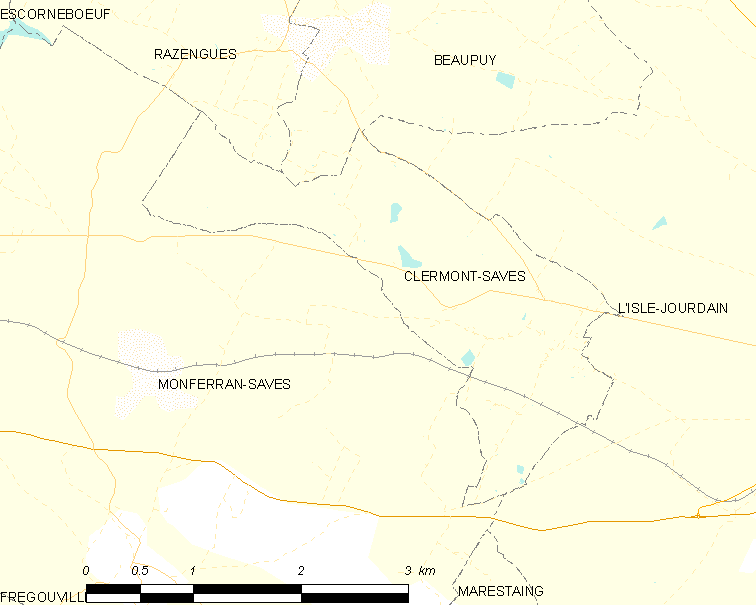
Карта коммуны

Коммуна расположена приблизительно в 600 км к югу от Парижа, в 34 км западнее Тулузы, в 36 км к востоку от Оша.

## Климат
Климат умеренно-океанический. Лето жаркое и немного дождливое, температура часто превышает 35 °С. Зимой часто бывает отрицательная температура и ночные заморозки. Годовое количество осадков — 700—900 мм.

## Население
Население коммуны на 2010 год составляло 249 человек.
| 1962 | 1968 | 1975 | 1982 | 1990 | 1999 | 2010 |
| ---- | ---- | ---- | ---- | ---- | ---- | ---- |
| 99   | 84   | 100  | 109  | 137  | 164  | 249  |

## Администрация
| Период | Период | Фамилия          | Партия | Примечания |
| ------ | ------ | ---------------- | ------ | ---------- |
| 2001   | 2008   | Ален Далла-Барба |        |            |
| 2008   | 2020   | Гаэтан Лонго     |        |            |

## Экономика
В 2010 году среди 164 человек трудоспособного возраста (15-64 лет) 131 были экономически активными, 33 — неактивными (показатель активности — 79,9 %, в 1999 году было 77,9 %). Из 131 активных жителей работали 119 человек (64 мужчины и 55 женщин), безработных было 12 (6 мужчин и 6 женщин). Среди 33 неактивных 13 человек были учениками или студентами, 10 — пенсионерами, 10 были неактивными по другим причинам.

## Достопримечательности
- Замок Клермон-Савес (XVIII век). Исторический памятник с 1977 года[4]